# Озерецкая волость (Московский уезд)

Московский уезд. Волости и приходы церквей в 1877 году

Озерецкая волость — волость 6-го стана Московского уезда Московской губернии Российской империи, существовавшая до 1917 года. В 1917 году была преобразована в Лобненскую волость, которая в октябре 1918 года переименована в Трудовую волость. На севере граничила с Дмитровским уездом.
Волостное правление находилось в селе Озерецкое.

## Экономическая деятельность
Жители волости были преимущественно хлебопашцами. Из-за отсутствия важных транспортных путей и хороших почв жили весьма скудными достатками. Зимой небольшая часть населения занималась торговлей дров в Москве и питейной торговлей.

## Населенные пункты
Состав Озерецкой волости на 1883 год.
| Вид     | Наименование |
| ------- | ------------ |
| село    | Озерецкое    |
| деревня | Агафониха    |
| деревня | Акишево      |
| деревня | Бабаиха      |
| деревня | Глазово      |
| деревня | Овсяниково   |
| деревня | Рыбаково     |
| село    | Белый Раст   |
| деревня | Кузяево      |
| деревня | Никольское   |
| деревня | Саморядово   |
| село    | Мышецкое     |
| деревня | Владычино    |
| деревня | Жигалово     |
| деревня | Лунево       |
| деревня | Зараменово   |
| деревня | Лупоново     |
| деревня | Трутнево     |
| деревня | Горки        |
| деревня | Воскресенки  |
| село    | Чашниково    |
| деревня | Носово       |
| деревня | Исаково      |
| деревня | Катюшки      |
| деревня | Новоселки    |
| деревня | Пучково      |
| деревня | Перепечино   |
| деревня | Шемякино     |